# 陳良弼
陳良弼（1603年—1645年），字召扶，號玄扶，广东澄海人，明朝政治人物，同进士出身。

## 生平
崇禎三年（1630年）庚午科廣東鄉試第七十八名舉人，十年（1637年）登丁丑科同进士。都察院觀政，本年六月授行人司行人，十二年順天同考，十五年考选南京山東道監察御史，十六年巡视凤阳仓兼管屯田，十七年加升太常寺少卿等官。